# Wantage Town FC
Wantage Town FC (celým názvem: Wantage Town Football Club) je anglický fotbalový klub, který sídlí ve městě Wantage v nemetropolitním hrabství Oxfordshire. Založen byl v roce 1892. Od sezóny 2017/18 hraje v Hellenic Football League Premier Division (9. nejvyšší soutěž). Klubové barvy jsou zelená a bílá.
Své domácí zápasy odehrává na stadionu Alfredian Park s kapacitou 1 500 diváků.

## Získané trofeje
- Reading Senior Cup ( 1× )
  - 1982/83

## Úspěchy v domácích pohárech
Zdroj: 
- FA Cup
  - 1. předkolo: 2009/10, 2012/13
- FA Trophy
  - 1. předkolo: 2016/17
- FA Vase
  - 3. kolo: 1974/75, 1983/84, 1986/87, 2010/11, 2011/12

## Umístění v jednotlivých sezonách
Stručný přehled
Zdroj: 
- 1956–1964: Hellenic Football League (Premier Division)
- 1964–1970: Hellenic Football League (Division One)
- 1970–1976: Hellenic Football League (Premier Division)
- 1976–1981: Hellenic Football League (Division One)
- 1981–1987: Hellenic Football League (Premier Division)
- 1987–1988: Hellenic Football League (Division One)
- 1988–1991: Hellenic Football League (Premier Division)
- 1991–1992: Hellenic Football League (Division One)
- 1992–1994: Hellenic Football League (Premier Division)
- 1994–1996: Hellenic Football League (Division One)
- 1996–2003: Hellenic Football League (Premier Division)
- 2003–2004: Hellenic Football League (Division One East)
- 2004–2014: Hellenic Football League (Premier Division)
- 2014–2017: Southern Football League (Division One South & West)
- 2017– : Hellenic Football League (Premier Division)

Jednotlivé ročníky
Zdroj: 
Legenda: Z - zápasy, V - výhry, R - remízy, P - porážky, VG - vstřelené góly, OG - obdržené góly, +/- - rozdíl skóre, B - body, červené podbarvení - sestup, zelené podbarvení - postup, fialové podbarvení - reorganizace, změna skupiny či soutěže
| Sezóny  | Liga                                                 | Úroveň | Z  | V  | R  | P  | VG  | OG  | +/- | B  | Pozice |
| ------- | ---------------------------------------------------- | ------ | -- | -- | -- | -- | --- | --- | --- | -- | ------ |
| 2009/10 | Hellenic Football League (Premier Division)          | 9      | 42 | 24 | 11 | 7  | 92  | 52  | +40 | 83 | 5.     |
| 2010/11 | Hellenic Football League (Premier Division)          | 9      | 42 | 29 | 5  | 8  | 109 | 51  | +58 | 92 | 1.     |
| 2011/12 | Hellenic Football League (Premier Division)          | 9      | 40 | 13 | 12 | 15 | 66  | 67  | -1  | 51 | 12.    |
| 2012/13 | Hellenic Football League (Premier Division)          | 9      | 36 | 24 | 5  | 7  | 77  | 41  | +36 | 77 | 2.     |
| 2013/14 | Hellenic Football League (Premier Division)          | 9      | 38 | 30 | 3  | 5  | 103 | 40  | +63 | 93 | 1.     |
| 2014/15 | Southern Football League (Division One South & West) | 8      | 42 | 8  | 4  | 30 | 43  | 100 | -57 | 28 | 20.    |
| 2015/16 | Southern Football League (Division One South & West) | 8      | 42 | 8  | 5  | 29 | 45  | 100 | -55 | 29 | 20.    |
| 2016/17 | Southern Football League (Division One South & West) | 8      | 42 | 4  | 9  | 29 | 29  | 110 | -81 | 21 | 21.    |
| 2017/18 | Hellenic Football League (Premier Division)          | 9      | 38 | 27 | 5  | 6  | 90  | 40  | +50 | 86 | 4.     |
| 2018/19 | Hellenic Football League (Premier Division)          | 9      | 38 |    |    |    |     |     |     |    |        |